# Guttman Mihály
Guttman Mihály (Petrozsény, 1926. július 21. – 2013. május 20.) zenetanár, karnagy, zenepedagógus, az erdélyi magyar kórusmozgalom kiemelkedő egyénisége.

## Élete
Iskolai tanulmányait szülővárosában kezdte, majd az aradi katolikus gimnáziumban fejezte be. Kolozsvárott végezte el a konzervatóriumot, emellett a Bolyai Tudományegyetem geológia-csillagászattan szakán is diplomát szerzett.
1950-58 között a kolozsvári zeneiskola intézményalapító igazgatója volt, 1959-75 között a Kolozsvári Állami Filharmónia művészeti titkári teendőit látta el. 1986-os nyugdíjazásáig kamarazenét tanított a zeneiskolában, kórust és zenekart vezetett, sokszor vezényelte a Kolozsvári Állami Magyar Opera és a Kolozsvári Állami Filharmónia zenekarát. A kommunista diktatúra 1989-es bukása után újraalapította a Romániai Magyar Dalosszövetséget, amelynek haláláig tiszteletbeli elnöke volt. Munkásságát számos romániai és magyarországi kitüntetéssel ismerték el. 2008-ban hiánypótló kiadványt adott ki Romániai magyar zeneszerzők címmel.